# Pitangui (ort)
Pitangui är en ort i Brasilien.   Den ligger i kommunen Pitangui och delstaten Minas Gerais, i den sydöstra delen av landet, 500 km sydost om huvudstaden Brasília. Pitangui ligger 704 meter över havet och antalet invånare är 18 858.
Terrängen runt Pitangui är platt åt nordost, men åt sydväst är den kuperad. Det finns inga andra samhällen i närheten.
Omgivningarna runt Pitangui är huvudsakligen savann. Runt Pitangui är det ganska glesbefolkat, med 21 invånare per kvadratkilometer.